# Hidden Valley (film 1916)
Hidden Valley è un film muto del 1916 diretto da Ernest C. Warde che ha come protagonista l'attrice danese Valda Valkyrien.

## Produzione
Il film fu prodotto dalla Thanhouser Film Corporation. Venne girato a New Rochelle, sede dalla Thanhouser, e in Florida, a Coquina Beach e ad East Mayport.

## Distribuzione
Distribuito dalla Pathé Exchange, uscì nelle sale cinematografiche statunitensi il 5 novembre 1916. Il film viene considerato perduto ma una copia potrebbe trovarsi in un archivio ungherese. Alcuni frammenti del film sono conservati in Australia, nel National Film and Sound Archive.